# G.고릴라
G.고릴라(본명: 고현기(高玄錡), 1973년 2월 20일 ~ )는 대한민국의 가수, 작사가, 작곡가, 음반 프로듀서다.

## 활동

### 데뷔
서울고등학교, 중앙대학교 독어독문학과를 나왔으며 고등학교 시절부터 스쿨밴드를 하였다. 1993-95년 A-Teen, 하나더하기란 그룹에서 활동하였다. 1998년에는 015B 장호일 앨범에 객원보컬로서 그날이 오면, R.W.D, Friend 등의 곡에 참여하기도 하였으며 서지원 추모앨범(연가, 착한 사람을 떠나보내며)에 참여하였다.

### 이브
그 후 1998년 이브 1집의 객원멤버로 들어와 김세헌과 같이 활동하게 되었고, 2집 이후로는 정식멤버가 되어 4집까지 활동하였다. 이브 1~4집까지 작사, 작곡, 프로듀싱, 건반, 서브보컬을 담당하였다. 2017년 이브 원년멤버 김세헌, 박웅, 김건과의 재결합으로 Romantic Show 앨범을 발매하며 전곡 작사, 작곡 프로듀싱을 맡아 컴백했다.

### 솔로
2002년 1월 솔로 1집을 냈고, 소속사의 부도 등의 문제로 이브를 탈퇴 후 2004년 3월 솔로 2집을 낸다. 2005년도에는 밴드형식으로 변경, 두장의 EP를 냈다.

### 스프링클러
2007년 스프링클러(영어: Sprinkler)라는 그룹으로 1집음반을 낸다. 이후 음반도 많은 곡들을 녹음하며 준비중이었으나, 여러 가지 이유로 발매하지 못하고 2009년 즈음 해체하였다. 이후 보컬이었던 요아리는 다른 프로듀서와 함께 작업하게 되고 몇몇 싱글과 Mnet 프로그램 보이스코리아에 참여한다.

### 앤지
2008년 G.고릴라 프로젝트 두 번째 '앤지(영어: Angie)'라는 그룹으로 1집을 내었다. 하지만 앨범발매와 동시에 소속사가 부도나버리는 바람에 제대로 된 활동을 하지 못한 채 현재는 활동 휴지 상태이다.
이외에도 IU, 브라운아이드걸스, 지아, 휘성 등의 앨범에 참여하였다.

## 음반 목록

### 정규 음반
- 에이틴 1집 (1995년)
- 에이틴 2집 (1996년)
- 하나더하기 (1997년)
- 이브 1집 《Eve》 (1998년)
- 이브 2집 《Eros》 (1999년)
- 이브 3집 《너에게로 날자》 (2000년)
- 이브 4집 《The 4th Album》 (2001년)
- 이브 《For Your Everything - Best》 (2003년)
- 이브 《Romantic Show》 (2017년)
- G.고릴라 1집 사랑이란 이름의 혼돈 (2002년)
- G.고릴라 2집 Deep Gray (2004년)
- G.고릴라밴드 Midnight Blue (2005년)
- G.고릴라밴드 rotten orange (2005년)
- 스프링클러 1집 Dreamer (2007)
- Angie Vol.1 (2008년)

### 참여 음반
- 지젤. (2000년) 2번트랙 Kick, 4번트랙. 천년비가 작곡
- 이브 5집 《EveR》(2002년) 중 9번트랙 '슬픈바램' 작사, 작곡
- 이브 6집 《Planet Eve》(2003년) 중 15번트랙 'Darling' 작사, 작곡
- 이정선 헌정 앨범 《Forever》 (2003년) 중 9번 트랙 '오늘같은 밤' - EVE
- 마리아 3집 (2006년) 프로듀서
- 윤화재인 《Can You.. See My Heart》 (2009년) 중 '30분전' 작사, 작곡
- 쥬얼리S 《Sweet Song》 (2009년) 중 '데이트' 작사
- 영화 《우리집에 왜 왔니》 OST (2009년) 중 휘성 - 'Rain Drop' 작사, 작곡.
- 휘성 《Vocolate》 (2009년) 중 '타임머신' 작사, 작곡
- 브라운아이드걸스 3집 《Sound G. Sign》 (2009년) 중 '잠에 취해' 작사, 작곡
- 드라뮤지끄 Vol.1 Part.1 (2009년) '병에 담아 보내는 편지' 작사, 작곡, 노래.
- 아이유 디지털 싱글 《잔소리》 (2010년) 중 'Rain drop' 작사, 작곡
- 사랑의 리퀘스트 희망로드 대장정 디지털 싱글 (2010년) 중 아이유&유승호 - '사랑을 믿어요' 작사, 작곡
- 드라마 《로드넘버원》 OST (2010년) 중 아이유 - '여자라서' 작사
- 드라마 《내 여자친구는 구미호》 OST (2010년) 중 이선희 - '여우비' 작사, 작곡.
- 지아 겨울에 내리는 눈물 (2010년) '감기 때문에' 작사, 작곡
- 지아 Avancer (2011년) 4번 트랙. 헤어진 첫날 작사작곡
- 드라마 《최고의 사랑》 OST (2011년) 아이유 - 내 손을 잡아 편곡
- 아이유 정규 2집 Last Fantasy (2011년) 7번 트랙. 사랑니 작사작곡
- 아이유 정규 2집 Last Fantasy (2011년) 11번 트랙. 길잃은강아지 편곡
- 브라운아이드걸스 4집 Sixth Sence 리패키지(2011년) 후속곡 클렌징크림 작사, 작곡
- 아이유 싱글 스무 살의 봄 (2012년) 복숭아 편곡
- LOEN TREE Summer Story (2012년) 달려라 달까지 (with 코보) 작사작곡노래
- 아이유 정규 3집 MODERN TIMES 입술사이(50cm) - 3번 트랙 작사, 작곡
- 아이유 정규 3집 MODERN TIMES Obliviate - 7번 트랙 작사, 작곡
- 아이유 정규 3집 MODERN TIMES 싫은 날 - 6번 트랙 / Bonus Track Voice Mail - 13번 트랙 (Korean Ver.) 편곡
- 아이유 꽃갈피 (2014년) 꽃 - 2번 트랙 편곡 / 사랑이 지나가면 - 4번 트랙 편곡

앨범 외에도, 아이유의 〈좋은날〉과 〈너랑나〉를 모던록으로 편곡해 무대에 함께 올라 기타와 코러스로 서포트하고 아이유 콘서트의 음악감독을 맡는 등의 활동을 보이고 있다.

### 공개 음원
타가수도 여러 사례가 있듯이 G.고릴라도 발표전에 음원이 유출되는 경우도 있었지만 그 외에도 팬들을 위해 선물로 음원을 공개하기도 하였다.
- 기적을 찾아서
- To my mama Ver.Yoari
- 우린 지금 여기서 다시 시작한다
- 거울과의 대작
- 바다가 보고싶어
- 네 번째 설레임(rotten orange 수록곡)
- 바보메시아(rotten orange 수록곡)
- 친구가 되어줘(rotten orange 수록곡)
- 눈물...눈...물....